# قربان‌آباد (انار)
قربان‌آباد (انار)، روستایی از توابع بخش انار شهرستان انار در استان کرمان ایران است.

## جمعیت
این روستا در دهستان حسین‌آباد قرار دارد و براساس سرشماری مرکز آمار ایران در سال ۱۳۹۰، جمعیت آن ۲۲۱ نفر (۶۰ خانوار) بوده‌است.